# Жежеленко, Леонид Михайлович
Леонид Михайлович Жежеленко (18 августа 1903, Кантемировка, Воронежская губерния, Российская империя — 11 октября 1970, Ленинград, СССР) — советский драматург и сценарист, Член Союза писателей СССР.

## Биография
Родился 18 августа 1903 года в Кантемировке. В 1918 году поступил в Ленинградский институт сценических искусств, который он окончил в 1923 году. В 1924 году создал драмкружки и заведовал ими вплоть до 1931 года. С 1931 по 1935 год заведовал различными учреждениями Ленинграда. Начиная с 1936 года работал на киностудии Ленфильм в должностях редактора-консультанта и старшего редактора. С 1942 по 1945 год работал редактором сценарных студий киностудий Мосфильм и ЦОКС. В 1959 году был приглашён в Бухарест на должность литературного консультанта киностудии и работал вплоть до 1961 года, после чего вернулся обратно в Ленинград.
Скончался 11 октября 1970 года в Ленинграде.

## Фильмография

### Сценарист
- 1942 — Песнь о великане
- 1953 — Честь товарища (оригинальный текст — Борис Изюмский)
- 1956 — Искатели (оригинальный текст — Даниил Гранин)
- 1968 — Гроза над Белой